# 펌텍코리아
펌텍코리아(Pum Tech Korea Co. Ltd.)는 대한민국의 화장품 용기 제조기업이다. 본사는 인천 부평구 부평대로329번길에 위치해 있으며  대표이사는 이도훈이다.

## 상장
2019년 7월 4일에 주관사를 한국투자증권으로 공모가 190,000원에 코스닥 시장에 상장하였다.

## 역사
이재신 펌텍코리아 회장이 1969년에 부국티엔씨(현재 펌텍코리아의 자회사)를 설립하였고 2001년 8월 이도훈 대표이사가 부친 이회장과 함께 부국티엔씨를 기반으로 플라스틱 용기 제조회사 펌텍코리아를 설립하였다

## 갑질 논란
추가납품 미지급과 휴일근무 강제 등 하청업체에 대한 ‘갑질’ 의혹으로 공정거래위원회의 조사를 받았다

## 종속기업
- 부국티엔씨(주)

## 같이 보기
- 연우 (기업)
- 삼화플라스틱
- 태성산업

## 참고문헌
1. ↑  펌텍코리아, 3분기 매출 728억 22% 증가 "견조한 실적 흐름 지속", 코스인코리아, 2023-11-13
2. ↑  펌텍코리아, '탐방 후기: 기세는 계속된다' Not Rated - 현대차증권, 뉴스핌, 2023-12-15
3. ↑  이도훈 펌텍코리아 대표이사 사장, 비즈니스포스트, 2023-09-05
4. ↑  김효진, 화장품업계 대어 펌텍코리아, 3분기 코스닥 상장 예상, 더스탁, 2019년 5월 22일
5. ↑  김동호, 이도훈 펌텍코리아 대표이사 사장, 비지니스포스트, 2023-09-05
6. ↑  최주연, ‘돈 떼이고 거래중단’…펌텍코리아 ‘갑질’에 무너지는 하청업체, 백세시대, 2019-07-12